# Giacomo Zanoni
Giacomo Zanoni (Montecchio Emilia, 1615 – Bologna, 1682) è stato un botanico italiano.

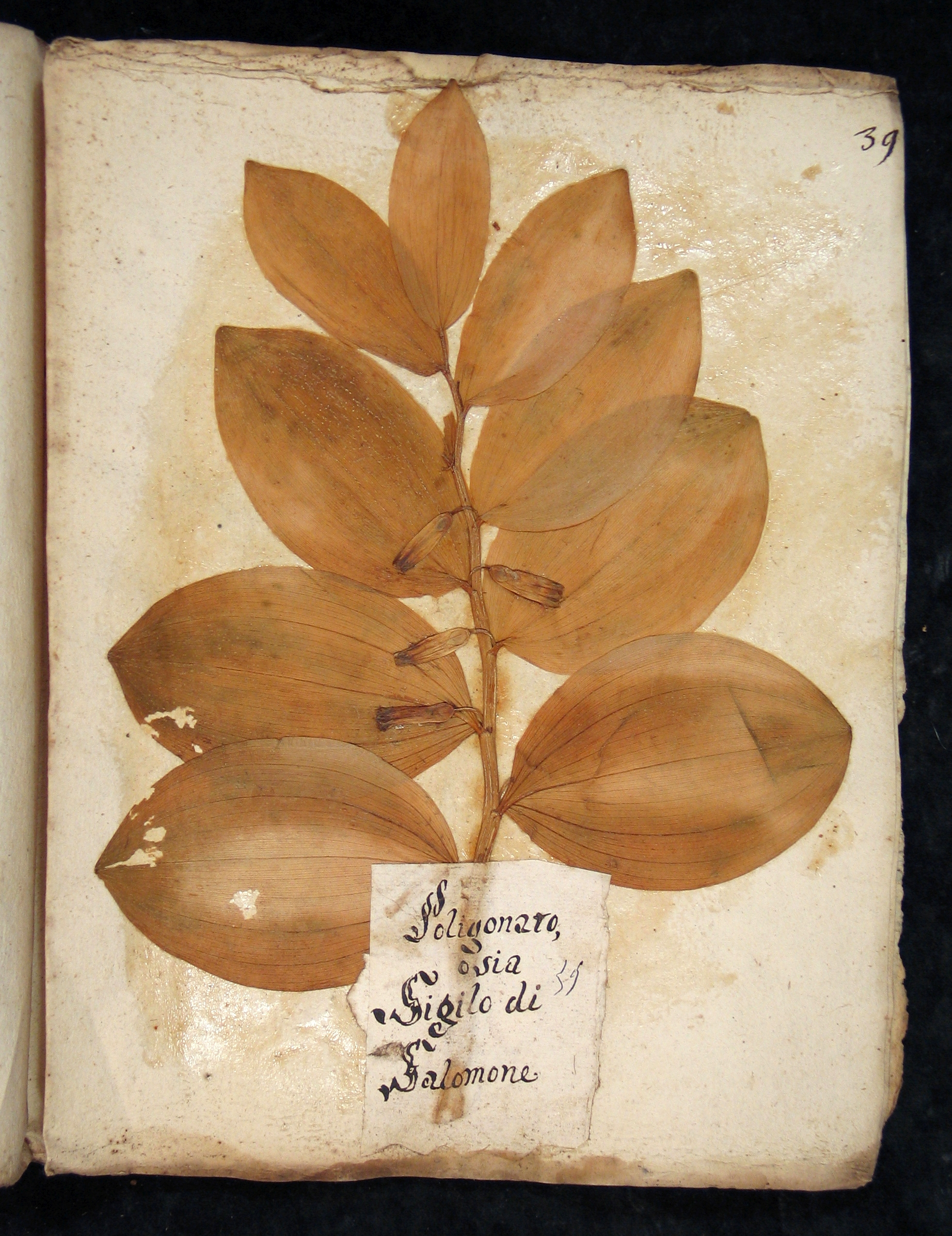
Un foglio dell'erbario attribuito a Giacomo Zanoni.

Dal 1642 alla morte fu Sopraintendente dell'Orto botanico di Bologna. È autore di una Istoria Botanica, pubblicata nel 1675. Gli sono inoltre  attribuiti due erbari.
Linneo gli ha dedicato Zanonia, un genere all'interno della famiglia delle Cucurbitaceae.